# 963

## Události
- vznik lucemburského hrabství
- Jan XII. zbaven papežského úřadu, papežem zvolen Lev VIII.
- Belgie se stává součástí Spojených nizozemských provincií

## Narození
- 13. března – Anna Porfyrogennéta, manželka ruského knížete Vladimíra I. († 1011)

## Úmrtí
- William III., vévoda Akvitánský
- Romanos II., císař byzantský

## Hlavy států
- České knížectví – Boleslav I.
- Papež – Jan XII. – Lev VIII.
- Svatá říše římská – Ota I. Veliký
- Anglické království – Edgar
- Skotské království – Dubh
- Polské knížectví – Měšek I.
- Východofranská říše – Ota I. Veliký
- Západofranská říše – Lothar I.
- Uherské království – Takšoň
- První bulharská říše – Petr I. Bulharský
- Byzanc – Romanos II. – Nikeforos II.